# Ministre des Arts, des Médias, des Communications, de la Culture et des Sports (Irlande)
Le ministre des Arts, des Médias, des Communications, de la Culture et des Sports est un ministre chargé des questions relatives à la culture, au patrimoine et à la Gaeltacht (mot irlandais qui désigne l’ensemble des personnes parlant le gaélique) au sein du gouvernement de l'Irlande.
L'actuel ministre est Patrick O'Donovan, assisté de Charlie McConalogue, secrétaire d'État au Sport et à la Politique postale. 

## Contexte
Le Minister for Economic Planning and Development (ministère de la Planification économique et du Développement) est créé en 1977 par le Ministers and Secretaries (Amendment) Act, 1977. Le titre et les fonctions de ce poste ont changé de nombreuses fois (voir Département de la Culture, du Patrimoine et de la Gaeltacht). Le titre actuel est adopté en 2017 par le gouvernement du 32e Dáil.

## Liste des ministres
Pour les ministres du Gaeltacht de 1956 à 2011, voir Ministre de l'Enfance et de la Jeunesse.
| Ministre de la Planification économique et du Développement 1977–1980                                 |                   |                   |       |                          |                 |
| Nom                                                                                                   | Dates du mandat   | Dates du mandat   | Parti | Parti                    | Gouvernement(s) |
| Martin O'Donoghue                                                                                     | 8 juillet 1977    | 11 décembre 1979  |       | Fianna Fáil              | 15e             |
| Michael O'Kennedy                                                                                     | 12 décembre 1979  | 21 janvier 1980   |       | Fianna Fáil              | 16e             |
| Ministre de l'Énergie 1980–1981                                                                       |                   |                   |       |                          |                 |
| Nom                                                                                                   | Dates du mandat   | Dates du mandat   | Parti | Parti                    | Gouvernement(s) |
| Michael O'Kennedy                                                                                     | 21 janvier 1980   | 22 janvier 1980   |       | Fianna Fáil              | 16e             |
| George Colley                                                                                         | 22 janvier 1980   | 30 juin 1981      |       | Fianna Fáil              | 16e             |
| Michael O'Leary                                                                                       | 30 juin 1981      | 21 août 1981      |       | Parti travailliste       | 17e             |
| Ministre de l'Industrie et de l'Énergie 1981–1983                                                     |                   |                   |       |                          |                 |
| Nom                                                                                                   | Dates du mandat   | Dates du mandat   | Parti | Parti                    | Gouvernement(s) |
| Michael O'Leary                                                                                       | 21 août 1981      | 9 mars 1982       |       | Parti travailliste       | 17e             |
| Albert Reynolds (1er mandat)                                                                          | 9 mars 1982       | 14 décembre 1982  |       | Fianna Fáil              | 18e             |
| John Bruton                                                                                           | 14 décembre 1982  | 13 décembre 1983  |       | Fine Gael                | 19e             |
| Dick Spring                                                                                           | 13 décembre 1983  | 17 décembre 1983  |       | Parti travailliste       | 19e             |
| Ministre de l'Énergie (1983–1993)                                                                     |                   |                   |       |                          |                 |
| Nom                                                                                                   | Dates du mandat   | Dates du mandat   | Parti | Parti                    | Gouvernement(s) |
| Dick Spring                                                                                           | 17 décembre 1983  | 20 janvier 1987   |       | Parti travailliste       | 19e             |
| Michael Noonan                                                                                        | 20 janvier 1987   | 10 mars 1987      |       | Fine Gael                | 19e             |
| Ray Burke                                                                                             | 10 mars 1987      | 24 novembre 1988  |       | Fianna Fáil              | 20e             |
| Michael Smith                                                                                         | 24 novembre 1988  | 12 juillet 1989   |       | Fianna Fáil              | 20e             |
| Bobby Molloy                                                                                          | 12 juillet 1989   | 4 novembre 1992   |       | Démocrates progressistes | 21e · 22e       |
| Albert Reynolds (2(nd) mandat)                                                                        | 4 novembre 1992   | 12 janvier 1993   |       | Fianna Fáil              | 22e             |
| Brian Cowen                                                                                           | 12 janvier 1993   | 20 janvier 1993   |       | Fianna Fáil              | 23rd            |
| Ministre du Tourime et du Commerce (1993–1997)                                                        |                   |                   |       |                          |                 |
| Nom                                                                                                   | Dates du mandat   | Dates du mandat   | Parti | Parti                    | Gouvernement(s) |
| Brian Cowen                                                                                           | 20 janvier 1993   | 22 janvier 1993   |       | Fianna Fáil              | 23rd            |
| Charlie McCreevy                                                                                      | 22 janvier 1993   | 15 décembre 1994  |       | Fianna Fáil              | 23rd            |
| Enda Kenny                                                                                            | 15 décembre 1994  | 26 juin 1997      |       | Fine Gael                | 24e             |
| Jim McDaid                                                                                            | 26 juin 1997      | 12 juillet 1997   |       | Fianna Fáil              | 25e             |
| Ministre du Tourisme, du Sport et des Loisirs (1997–2002)                                             |                   |                   |       |                          |                 |
| Nom                                                                                                   | Dates du mandat   | Dates du mandat   | Parti | Parti                    | Gouvernement(s) |
| Jim McDaid                                                                                            | 12 juillet 1997   | 6 juin 2002       |       | Fianna Fáil              | 25e             |
| John O'Donoghue                                                                                       | 6 juin 2002       | 19 juin 2002      |       | Fianna Fáil              | 26e             |
| Ministre des Arts, du Sport et du Tourisme (2002–2010)                                                |                   |                   |       |                          |                 |
| Nom                                                                                                   | Dates du mandat   | Dates du mandat   | Parti | Parti                    | Gouvernement(s) |
| John O'Donoghue                                                                                       | 19 juin 2002      | 14 juin 2007      |       | Fianna Fáil              | 26e             |
| Séamus Brennan                                                                                        | 14 juin 2007      | 7 mai 2008        |       | Fianna Fáil              | 27e             |
| Martin Cullen                                                                                         | 7 mai 2008        | 23 mars 2010      |       | Fianna Fáil              | 28e             |
| Mary Hanafin                                                                                          | 23 mars 2010      | 2 mai 2010        |       | Fianna Fáil              | 28e             |
| Ministre du Tourisme, de la Culture et du Sport (2010–2011)                                           |                   |                   |       |                          |                 |
| Nom                                                                                                   | Dates du mandat   | Dates du mandat   | Parti | Parti                    | Gouvernement(s) |
| Mary Hanafin                                                                                          | 2 mai 2010        | 9 mars 2011       |       | Fianna Fáil              | 28e             |
| Jimmy Deenihan                                                                                        | 9 mars 2011       | 2 juin 2011       |       | Fine Gael                | 29e             |
| Ministre des Arts, du Patrimoine et de la Gaeltacht (2011–2016)                                       |                   |                   |       |                          |                 |
| Nom                                                                                                   | Dates du mandat   | Dates du mandat   | Parti | Parti                    | Gouvernement(s) |
| Jimmy Deenihan                                                                                        | 2 juin 2011       | 11 juillet 2014   |       | Fine Gael                | 29e             |
| Heather Humphreys                                                                                     | 11 juillet 2014   | 12 juillet 2016   |       | Fine Gael                | 29e             |
| Ministre des Arts, du Patrimoine, des Affaires régionales et rurales et de la Gaeltacht (2016–2017)   |                   |                   |       |                          |                 |
| Nom                                                                                                   | Dates du mandat   | Dates du mandat   | Parti | Parti                    | Gouvernement(s) |
| Heather Humphreys                                                                                     | 12 juillet 2016   | 1er août 2017     |       | Fine Gael                | 30e · 31e       |
| Ministre de la Culture, du Patrimoine et de la Gaeltacht (2017–2020)                                  |                   |                   |       |                          |                 |
| Nom                                                                                                   | Dates du mandat   | Dates du mandat   | Parti | Parti                    | Gouvernement(s) |
| Heather Humphreys                                                                                     | 1 août 2017       | 30 novembre 2017  |       | Fine Gael                | 31e             |
| Josepha Madigan                                                                                       | 30 novembre 2017  | 27 juin 2020      |       | Fine Gael                | 31e             |
| Catherine Martin                                                                                      | 27 juin 2020      | 30 septembre 2020 |       | Parti vert               | 32e             |
| Ministre du Tourisme, de la Culture, des Arts, de la Gaeltacht , des Sports et des Médias (2020-2025) |                   |                   |       |                          |                 |
| Nom                                                                                                   | Dates du mandat   | Dates du mandat   | Parti | Parti                    | Gouvernement(s) |
| Catherine Martin                                                                                      | 30 septembre 2020 | 23 janvier 2025   |       | Parti vert               | 32e · 33e · 34e |
| Ministre des Arts, des Médias, des Communications, de la Culture et des Sports (depuis 2025)          |                   |                   |       |                          |                 |
| Nom                                                                                                   | Dates du mandat   | Dates du mandat   | Parti | Parti                    | Gouvernement(s) |
| Patrick O'Donovan                                                                                     | 23 janvier 2025   | En cours          |       | Fine Gael                | 35e             |

### Sources
- (en) Cet article est partiellement ou en totalité issu de l’article de Wikipédia en anglais intitulé « Minister for Culture, Heritage and the Gaeltacht » (voir la liste des auteurs).